# Uracil
Uracil (C4H4N2O2) er en pyrimidin nukleobase, der ikke som de andre nukleobaser forekommer i DNA men kun i RNA, når dette dannes som kopi af DNA. Uracil indsættes i RNA på de pladser, der optages af thymin i DNA. 
I struktureret (velordnet) RNA baseparrer uracil med purinen adenin, men reglerne for baseparring er ikke så strenge for RNA som for DNA.